# ۱۶۶۵ (میلادی)
۱۶۶۵ (میلادی) هزار و ششصد و شصت و پنجمین سال تقویم میلادی است.

## درگذشتگان
- ۱۲ ژانویه – پیر دو فرما، ریاضی‌دان و قاضی فرانسوی (ز. ۱۶۰۱)
- ۱۹ نوامبر – نیکولا پوسن، هنرمند و نقاش فرانسوی (ز. ۱۵۹۴)